# محمية حوف
محمية حوف تقع في محافطة المهرة اليمنية على بعد 1,400 كيلومتر (870 ميل) من صنعاء، متاخمة للحدود مع سلطنة عمان، وتبعد عن مدينة الغيظة عاصمة المحافظة حوالي (120 كم)، ويحدها من الجنوب بحر العرب ويبلغ طول ساحلها على بحر العرب 60 كيلومتر (37 ميل) من جبل فرتك حتى حدود اليمن وعُمان، تم اعتمادها رسميا محمية طبيعية في أغسطس 2005، وهي عبارة عن سلسلة جبلية تمتد على طول الساحل الجنوبي يقارب ارتفاعها 1400 متر فوق سطح البحر، ويقطعها عدد من الوديان مع بعض العيون مستدامة الجريان، إذ تهطل عليها الأمطار الموسمية بمعدل من 300 إلى 800 ملم سنويا، يغطي الضباب حوف ثلاثة أشهر سنويا تبدأ من 15 يوليو حتى 15 سبتمبر مما وفر موطنا مهما لأنواع عديدة من الطيور البرية والبحرية وموطن مهم لتكاثرها ،  تمتاز بمناخين الأول منهما مناخ رطب معتدل الحرارة ابتداء من منتصف يوليو حتى منتصف سبتمبر أما الثاني فيعمم بقية الأشهر ويمتاز بأنه مناخ جاف جداً شديد الحرارة.

## المساحة
تبلغ مساحة محمية حوف ما يقارب الثلاثين ألف هكتار «حوالي 90 كم مربع» وأعلى ارتفاعاتها 1400 متر فوق سطح البحر.

## التجمعات الحضرية والسكان
تضم حوف ثلاثة تجمعات حضرية هي رهن وجاذب وحوف ومزاغيف، وتشتمل على 18 تجمعًا قبليًا متناثرة ويعتمد سكانها على الصيد والزراعة وتربية المواشي، بلغ تعداد سكان مديرية حوف حوالي 5143 نسمة بحسب النتائج النهائية للتعداد السكاني عام 2004.

### التقسيم الإداري لمديرية حوف
حوف هي المديرية الشرقية لمحافظة المهرة  ويتبعها مركزان هما : المركز (أ) مركز دمقوت،
المركز(ب) مركز جادب.

### أهم المعالم السياحية في مديرية حوف
- مستوطنة دمقوت وحبروت: اشتهرتا بإنتاج أجود أنواع اللبان المستخدم في الطقوس الدينية في العالم القديم.
- ميناء خور الاوزن
- جبال حيطوم
- جبال مرارة
- جبال كيزيت
- جبل القمر: تكثر فيه المياه ويكسي مناطقه بساط أخضر من الأعشاب وتزدان بقطعان الماشية والإبل والأغنام في أشهر الضباب، كما أن هناك القرى الجبلية المتناثرة فوق تلك السفوح الخضراء

## التنوع الحيوي للمحمية

### التنوع النباتي
تسودها النباتات الاستوائية الموسمية منذ مئات السنين، وبحسب دراسة اعدها مشروع المحميات الطبيعية بالهيئة العامة لحماية البيئة فانه يوجد في المحمية  حوالي 220 نوعاً من النباتات تنقسم إلى 65 عائلة وإلى 165جنساً، ويعرف اسم هذه النباتات بالسراخس وكاسيات البذور، كما يوجد 45 نوعًا من الأشجار و49 نوعًا من الشجيرات و88 نوعًا من الأعشاب العطرية و10 أنواع من النباتات المتسلقة و7 أنواع من أعشاب ونباتات البردي و12 نوعًا من النباتات الزراعية، و9 أنواع من النباتات المائية الطحلبية ومن أهمها (اللبان والسدر والمشط والحومر والخدش والعضد والأسفد والكيليت والفيطام).
- تشكل نباتات المحمية 7% من مجموع نباتات اليمن والتي تقدر بحوالي 3000 نوع نباتي.
- اعتمد سكان القرى الريفية على هذه الأشجار والشجيرات البرية لمدّهم بالغذاء والدواء حيث يتم استخلاص بعض العلاجات المضادة للتهيج والسعال الوهن من نبات (الاسفد) أما بالنسبة للربو نبات (رشح الفكور) والأنواع النباتية التي تمد بالغذاء (كالحومر والعلب والبشام)، وبعض الشجيرات تستخدم من أجل الوقود كانواع النباتات) الصبارية والسلع والعمق)، وتستخدم نبات (الابكي والحراز) لوقف النزيف بواسطة العصارة النباتية، وقليل من الأشجار (الحوبر وذب) يستخرج منها مواد لتجميل الوجه، وتتخلل الغابة سلسلة جبلية مقعرة تمتد على طول الساحل الجنوبي، وتتألف من الحجر الجيري مع الجرانيت، ويقطع هذه السلسلة عدد من الوديان مع بعض العيون مستديمة الجريان.

### التنوع الحيواني
تعد غابة حوف موطناً للعديد من الثدييات البرية مثل: النمر العربي، والضباع، والقنفذ والذئب العربي والثعلب الأحمر والوعول والغزلان والوبور والشهيم والقطط البرية، كما تربى فيها العديد من الأبقار والجمال والظان (الماعز) وتعتبر كذلك مأوى للعديد من الزواحف والحشرات المختلفة كما تحوي على أكثر من 65 نوعاً من الطيور تتبع 30عائلة، منها 6 أنواع من الطيور النادرة.
وتعتبر المحمية مأوى للعديد من الطيور المستوطنة والمهاجرة حيث تم فيها رصد حوالي (43 طيراً) مستوطناً ومهاجراً وتتبع (20 عائلة) مثل طيور (الحجل والسلوى الجبلي والحمام والعقاب الأسود والعوسق الأوروبي)

### التنوع البحري
البيئة البحرية في حوف غنية بالثروة السمكية وعلى سبيل المثال أسماك (الثمد والقرش والديرك والجحش والسردين الذي يتم اصطياده بكميات كبيرة وتجفيفه على امتداد طول الساحل وبيعها كأعلاف للحيوانات وسماد للحقول الزراعية وهناك أنوع أخرى من الأسماك  مثل الروبيان والشروخ والسرطان الصخري الاسود والقواقع البحرية.
كما تتواجد فيه الدلافين ذات الأهمية الإقليمية والدولية، كما تعتبر من المواقع الهامة لتعشيش السلاحف وخاصة النادرة التي تم إدراجها ضمن قوائم الاتفاقية الدولية) (CITES)، وكذلك الشعاب المرجانية والطيور البحرية كالنورس السويدي وحرشفة بحر قزوين، وهذا التنوع أعطى المنطقة المقومات الأساسية لإنعاش السياحة البيئة التي تعتمد على الطبيعية.